# VEKA
VEKA AG (правильное написание: VEKA, по имени основателей Venhues и Kaup) — немецкий производитель пластиковых профильных систем для производства окон, дверей, рольставней и раздвижных дверей из поливинилхлорида (ПВХ), а также ПВХ-листов. Головной офис компании находится в ФРГ, город Зенденхорст (Северный Рейн-Вестфалия). У группы есть дочерние компании в Европе, Азии, Северной и Южной Америке. С приобретением производителя Gealan в 2014 году VEKA стала мировым лидером на рынке пластиковых профилей.

## История
VEKA AG была основана в 1969 году предпринимателем Генрихом Лауманном. В 1969 году он приобрёл компанию Vekaplast производившую ламели для рольставен, переориентировав её на производство оконных и дверных профилей.
Первой собственной профильной системой VEKA стала профильная система «Basis» для окон, а позже системы для дверей и раздвижных дверей. В 1974 году компания переехала на участок площадью 11,5 га в промышленной зоне «Шёрмель» в Зенденхорсте, с тех пор там располагается штаб-квартира компании. С 1983 года Vekaplast открыла дочерние предприятия в Испании, США, Франции и Великобритании. В 1985 году было запущено отдельное направление по производству пластиковых листов под маркой Vekaplan.
В 1990 году компания Vekaplast была преобразована в корпорацию VEKA GmbH. В 1992 году VEKA GmbH стала акционерным обществом. Акции по-прежнему полностью принадлежат семьям Лауманн и Хартлейф.
В 1993 году компания VEKA ввела в эксплуатацию крупнейший в Европе завод по переработке вышедших из употребления пластиковых окон, дверей, рольставен и профилей из пластика. В 2006 и 2007 годах были открыты новые заводы по переработке во Франции и Англии.
В 2000 году основатель компании Генрих Лауманн сложил с себя полномочия генерального директора, перешел в наблюдательный совет и занял пост председателя. Его преемником стал Хуберт Хеккер. В 2006 году Хеккер вышел на пенсию. С тех пор компанией руководит Андреас Хартлейф, зять Генриха Лауманна. Генрих Лауманн скончался 3 сентября 2018 года в возрасте 89 лет.
В 2014 году VEKA объявила о поглощении конкурента Gealan из Оберкотцау (Франкония).
В группе компаний работает свыше 5000 человек по всему миру, 1400 из них в штаб-квартире в Зенденхорсте. Годовой оборот VEKA Group составил 1,14 миллиарда евро (2021 год).

## В России

### История
В 1998 году начал работу первый завод дочерней производственной компании в России, расположенный в Москве (до 2011 года — Наро-Фоминский район Московской области). В 2004 году был открыт второй завод в Новосибирске, а в следующем году открылся и начал работу российский филиал в Хабаровске.
В 2006—2008 годах подмосковное предприятие VEKA прошло реконструкцию, производственные мощности площадки были увеличены втрое, построены дополнительные складские линии, введен в эксплуатацию комплекс по производству экструзионных компаундов.
В 2014 году немецкая группа компаний VEKA на заводе в Новосибирске запустила новое оборудование — смесеприготовитель, который позволил расширить номенклатуру производимой продукции и увеличить объёмы производства ПВХ-профилей (совокупно на обоих заводах) до 60 тысяч тонн в год. Объём инвестиций в его запуск составил €6,3 млн.

### Деятельность
VEKA Rus входит в немецкий концерн VEKA AG. Занимается разработкой и изготовлением оконных профилей, а также комплектующих к ним. Предприятия компании работают в Москве и Новосибирске. На заводах VEKA действует безотходный цикл производства. Наряду с первичным материалом компания использует в экструзии гранулят, полученный в результате переработки технологических остаток профилей с производств клиентов VEKA.
В 2021 году выручка компании составила 9,171 млрд рублей. Число сотрудников: 457 человек.

#### Собственники и руководство
С 2020 года генеральным директором российского подразделения является Андрей Таранушич, который сменил Йозефа Лео Бекхоффа, являвшегося генеральным директором VEKA Rus с момента основания компании.